# گوانفاسین
گوانفاسین (انگلیسی: Guanfacine) (با نام تجاری Tenex) یک داروی خوراکی است که برای درمان اختلال نقص توجه و بیش‌فعالی (ADHD) و فشار خون بالا به کار می‌رود. این دارو برای درمان تک درمانی ADHD و همچنین برای تقویت سایر درمان‌ها، مانند محرک‌ها، مورد تأیید FDA است. گوانفاسین همچنین برای درمان اختلالات تیک، اختلالات اضطرابی و PTSD استفاده می‌شود.
عوارض جانبی رایج شامل خواب آلودگی، یبوست و خشکی دهان است. سایر عوارض جانبی ممکن است شامل فشار خون پایین و مشکلات ادراری باشد. FDA این دارو را در دوران بارداری به عنوان "رده B" طبقه‌بندی کرده‌است، به این معنی که مطالعات تولید مثل حیوانی خطر یا اثر نامطلوب جنینی را در طول بارداری یا شیردهی نشان نداده‌است. به نظر می‌رسد با فعال کردن گیرنده‌های α2A در مغز و در نتیجه کاهش فعالیت سیستم عصبی سمپاتیک عمل می‌کند.
گوانفاسین در سال ۱۹۸۶ برای استفاده پزشکی در ایالات متحده تأیید شد. این دارو به عنوان یک داروی عمومی در دسترس است. در سال ۲۰۱۹، با بیش از ۴ میلیون نسخه، صد و چهلمین داروی رایج در ایالات متحده بود.

## کاربرد
گوانفاسین به عنوان تک درمانی یا تقویت با محرک‌ها برای درمان اختلال نقص توجه بیش فعالی تأیید شده‌است. همچنین FDA برای درمان فشار خون بالا تأیید شده‌است. این دارو به‌عنوان درمان تک‌درمانی برای ADHD تأیید شده‌است، و همچنین مورد تأیید FDA است که در تقویت با داروهای محرک زمانی که داروهای محرک کاملاً مؤثر نیستند استفاده شود (محرک‌ها شامل داروهایی مانند آمفتامین‌ها و متیل‌فنیدات هستند). گوانفاسین می‌تواند یک تقویت هم‌افزایی در درمان محرک برای ADHD ارائه دهد و در بسیاری از موارد می‌تواند به کنترل نمایه عوارض جانبی داروهای محرک نیز کمک کند. این دارو همچنین برای درمان اختلالات تیک، اختلالات اضطرابی و PTSD به کار می‌رود.

## عوارض جانبی
عوارض جانبی گوانفاسین وابسته به دوز است.
عوارض جانبی بسیار رایج (بیش از ۱۰ درصد) شامل خواب آلودگی، خستگی، سردرد و معده درد است.
عوارض جانبی رایج (۱–۱۰ درصد) شامل کاهش اشتها، حالت تهوع، خشکی دهان، بی‌اختیاری ادرار و بثورات پوستی است.
عوارض جانبی معمولی مانند خستگی، تحریک پذیری و ناراحتی معده ممکن است یک یا دو هفته طول بکشد تا فروکش کنند. افزایش دوز می‌تواند دوره تنظیم یکسانی داشته باشد.

## تداخلات
در دسترس بودن این دارو به‌طور قابل توجهی تحت تأثیر آنزیم‌های CYP3A4 و CYP3A5 است. داروهایی که آنزیم‌ها را مهار یا القا می‌کنند، میزان گوانفاسین در گردش خون و در نتیجه اثربخشی و میزان عوارض جانبی آن را تغییر می‌دهند. به دلیل تأثیر آن بر قلب، باید با احتیاط همراه با سایر داروهای قلبی استفاده شود. نگرانی مشابه زمانی مناسب است که با داروهای آرام‌بخش استفاده شود.
پژوهش‌هایی انجام شده‌است که گوانفاسین تحمل مصرف‌کننده برای الکل را کاهش می‌دهد، اثر آن را افزایش می‌دهد و مصرف الکل ممکن است اثرات دارو را طولانی‌تر کند.

## فارماکولوژی
گوانفاسین یک آگونیست بسیار انتخابی گیرنده آدرنرژیک α2A است که میل ترکیبی کمی برای گیرنده‌های دیگر دارد. با این حال، ممکن است آگونیست گیرنده 5-HT2B نیز قوی باشد، که می‌تواند با دریچه‌ای مرتبط باشد، اگرچه همه آگونیست‌های 5-HT2B این اثر را ندارند.

### مکانیسم عمل
گوانفاسین با فعال کردن گیرنده‌های آدرنرژیک α2A در سیستم عصبی مرکزی عمل می‌کند. این منجر به کاهش خروجی سمپاتیک محیطی و در نتیجه کاهش تون سمپاتیک محیطی می‌شود که هم فشار خون سیستولیک و هم فشار خون دیاستولیک را در گربه‌ها کاهش می‌دهد.
در ADHD، گوانفاسین با تقویت تنظیم توجه و رفتار توسط قشر جلوی مغز عمل می‌کند. باور بر این است که این اثرات تقویت کننده روی عملکردهای قشر پیش پیشانی به دلیل تحریک دارویی گیرنده‌های آدرنرژیک α2A پس سیناپسی روی ستون فقرات دندریتیک است. باز کردن کانال‌های HCN و KCNQ با واسطه cAMP مهار می‌شود، که اتصال سیناپسی قشر پیش پیشانی و شلیک عصبی را افزایش می‌دهد. استفاده از گوانفاسین برای درمان اختلالات جلوی مغز توسط آزمایشگاه آرنستن در دانشگاه ییل توسعه یافته‌است.

### فارماکوکینتیک
گوانفاسین دارای فراهمی زیستی خوراکی ۸۰٪ است. شواهد روشنی مبنی بر متابولیسم گذر اول وجود ندارد. نیمه عمر حذف ۱۷ ساعت است و راه اصلی حذف کلیوی است. متابولیت اصلی مشتق ۳-هیدروکسی با شواهدی از تبدیل زیستی متوسط است و واسطه کلیدی یک اپوکسید است. حذف با اختلال در عملکرد کلیوی تأثیری ندارد. به این ترتیب، متابولیسم توسط کبد برای افراد دارای اختلال عملکرد کلیوی فرضی است که با افزایش فراوانی عوارض جانبی شناخته شده افت فشار خون و آرام‌بخشی ارتواستاتیک پشتیبانی می‌شود.